# Festival Internacional de la Primavera de Trujillo
Festival Internacional de la Primavera, o Festival de la Primavera es un festival y evento cultural peruano que se realiza en la ciudad de Trujillo, entre los días finales de septiembre y los primeros días de octubre de cada año. 
Este festival alusivo a la primavera es considerado como uno de los más representativos de la ciudad de Trujillo y que hace honor al apodo que lleva consigo de Ciudad de la eterna Primavera. El festival es asimismo uno de los más importantes del país y que concita la asistencia de miles de turistas de diversas partes del planeta.  El principal atractivo de este festival es un tradicional corso o desfile de primavera, en el que participan reinas de belleza principalmente de los clubes de leones de diferentes partes del continente; y el desfile alegórico en el que desfilan en carross alegóricos que compiten en la decoración de los mismos por el galardón al mejor carro alegórico. Es organizado por el Club de Leones de Trujillo.

## Historia
El primer festival de la primavera de Trujillo se realizó en 1950, y desde entonces cada año se viene realizando con la presencia de gran público tanto del país como del extranjero que asiste a este festival de primavera. La organización está a cargo del club de leones de Trujillo. El Festival Internacional de Primavera fue oficializado mediante Decreto Supremo N.º 15, del 31 de mayo de 1961 y por Ley del Congreso N° 15621 del 28 de setiembre de 1965 con lo cual Trujillo fue designado con el título de "Capital de la Primavera" durante el primer gobierno de Fernando Belaúnde Terry. En las últimas ediciones del festival se realizan presentaciones artísticas en diversas partes de la ciudad. Por el 61.er Festival Internacional de la Primavera, mediante ordenanza regional el 30 de septiembre de 2011, en la provincia de Trujillo fue declarado día feriado o no laborable.

## Descripción
Denominado también el certamen de las flores desde su inicio presenta un nutrido y variado programa que contiene muchas actividades dirigidas a satisfacer los gustos y expectativas de los trujillanos y de miles de turistas. Las actividades se realizan en los días del mes de setiembre y terminan en los primeros días de octubre, durante el festival la ciudad se viste de gala para la fiesta de las flores y para la llegada de miles de turistas nacionales y extranjeros que arriban a la ciudad para asistir a los distintos eventos. Los eventos más importantes son la coronación de la reina de la primavera, el concurso de caballos de paso, el desfile de reinas extranjeras y el corso primaveral que recorre las principales avenidas de la ciudad, y donde los visitantes se deleitan con las maniobras de las bastoneras norteamericanas. El festival cierra con el corso y una gran fiesta organizados por el Club de Leones.

## Festival de la primavera Trujillo
|                                                                               |
| Carro alegórico en el Corso por el 64° Festival Internacional de la Primavera |

|                                                                               |
| Carro alegórico en el Corso por el 63° Festival Internacional de la Primavera |

|                                                                               |
| Carro alegórico en el Corso por el 62° Festival Internacional de la Primavera |

|                                                                                                |
| Reinas del Festival Internacional de la Primavera en el Paseo de Aguas de Víctor Larco Herrera |

## Caballos de paso en la primavera

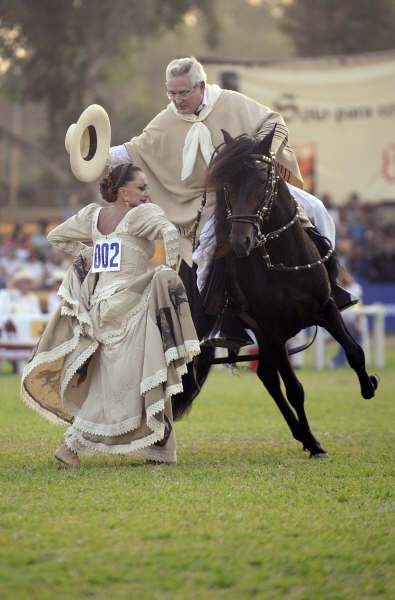
En el Festival Internacional de la Primavera de Trujillo se realizan presentaciones de caballos de paso. se observa un vistoso chalán y su pareja a ritmo de marinera.

Dentro del marco del Festival Internacional de la Primavera entre septiembre y octubre también se realizan un tradicional Concurso Nacional de Caballos de Paso así como también se realizan presentaciones de estos ejemplares y sus típicos chalanes trujillanos o jinetes para el entretenimiento del público asistente al festival.

## Eventos del festival
Entre los eventos que se realizan se encuentran:
- Concurso de Pintura.
- Coronación de la Reina Primaveral Huanchaquera.
- Concurso Primaveral de Marinera Norteña.
- Recital Poético, en la Casa de la Emancipación
- Pasacalle de primavera en el Centro histórico de Trujillo
- Competencia de Piques en Homenaje al Festival Internacional de Primavera
- Ceremonia de coronación de la reina del Festival Internacional de Primavera
- Concurso Regional de Caballo Peruano de Paso
- Concurso de Tabla Hawaiana
- Concurso de Pintura
- Festival Primaveral de Coros
- Competencia de Piques en Homenaje al Festival Internacional de Primavera
- Fiesta Primaveral Pilsen Trujillo
- Desfile de Modas
- Concurso de gallos de pelea en el coliseo de Gallos La Libertad
- Gran Corso Primaveral organizado por el Club de Leones de Trujillo.

## Presidentes de los Festivales de Primavera

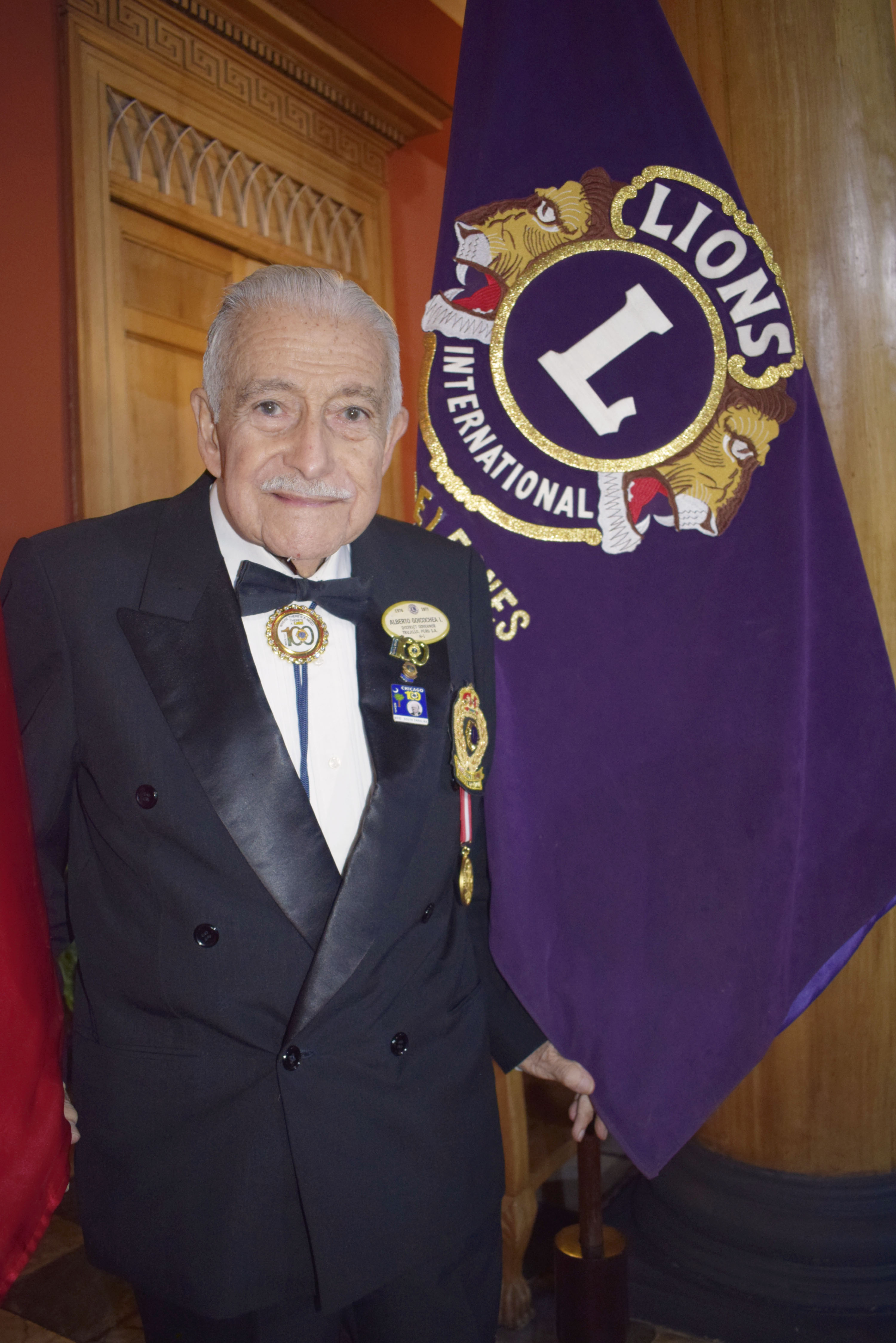
Don Alberto "Toti" Goicochea Iturri el máximo representante del leonismo en La Libertad.

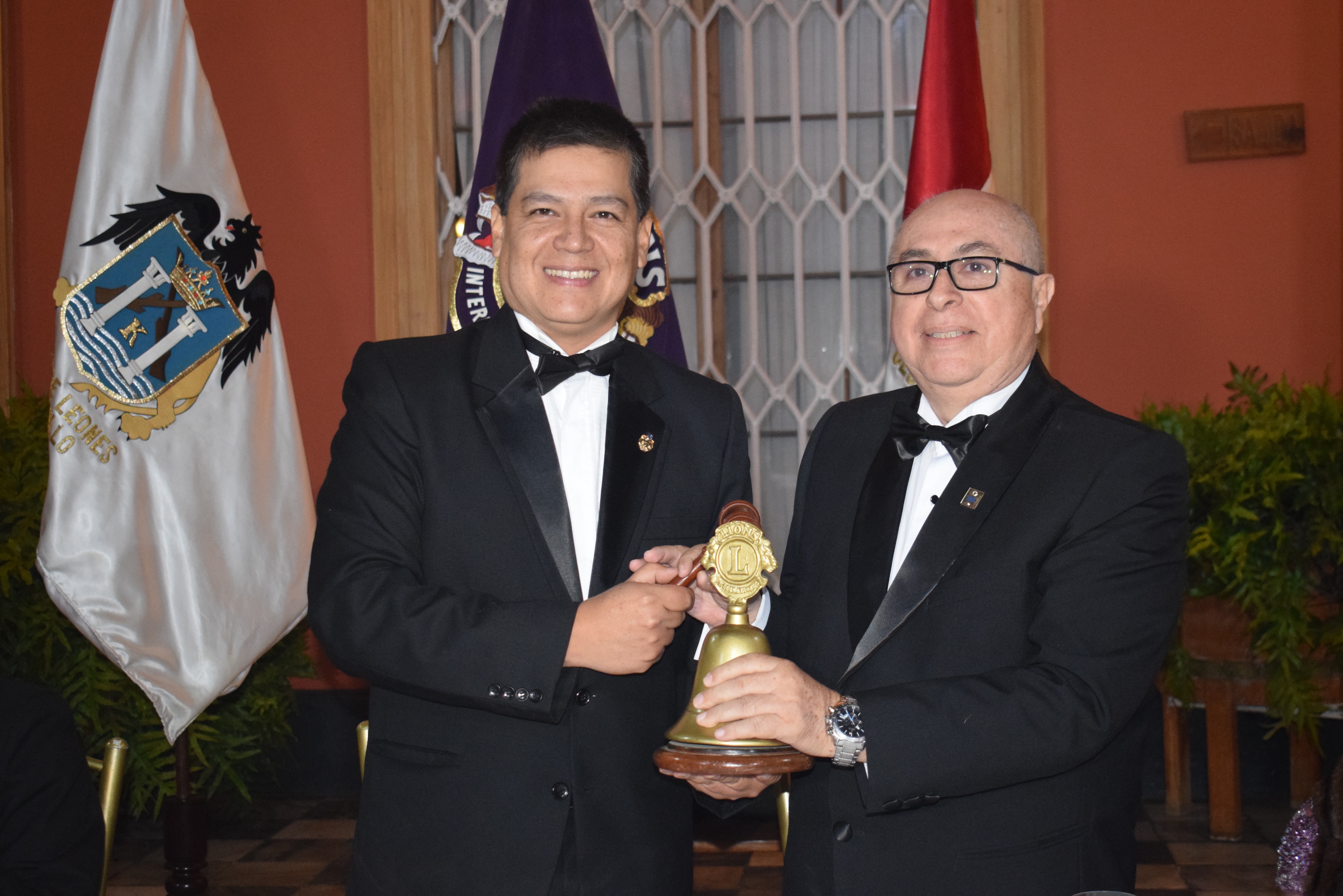

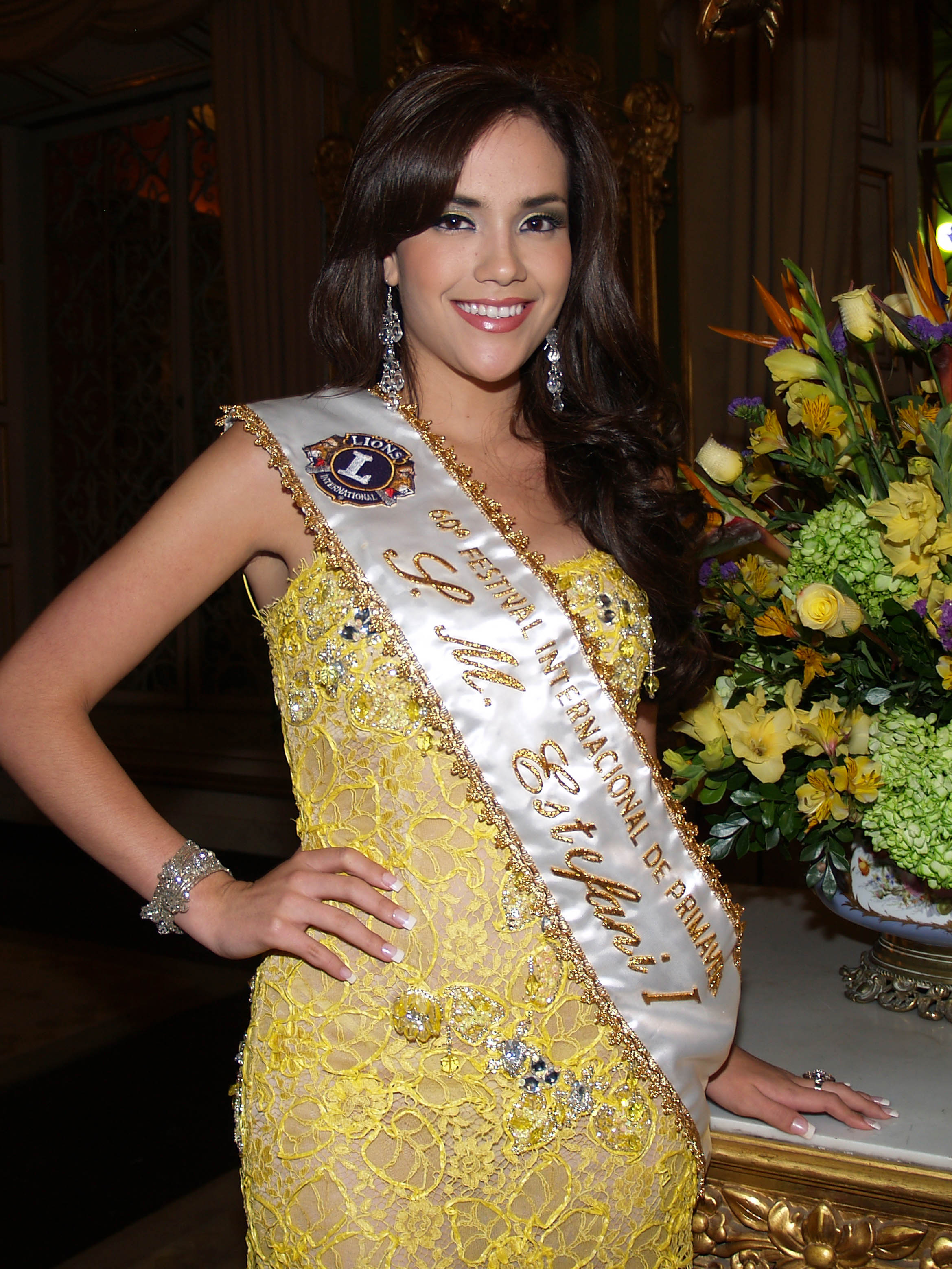
Estefani Mauricci fue reina del 60° Festival Internacional de Primavera.

| N° | Presidente                         | Año         |
| -- | ---------------------------------- | ----------- |
| 1  | Jesús Gamero Larrea                | 1950 – 1951 |
| 2  | Juan J. Clarke Talledo             | 1951 – 1952 |
| 3  | Adolfo Crosby Goicochea            | 1952 – 1953 |
| 4  | Rómulo León Ramírez                | 1953 – 1954 |
| 5  | Adolfo Crosby Goicochea            | 1954 – 1955 |
| 6  | Carlos Gamero Larrea               | 1955 – 1956 |
| 7  | Ramón Ponce de León                | 1956 – 1957 |
| 8  | Antonio Gonzáles Villaverde        | 1957 – 1958 |
| 9  | Eduardo La Rosa Belaunde           | 1958 – 1959 |
| 10 | Cristian Acosta Acosta             | 1960 – 1961 |
| 11 | Sixtilio Dalmau Castañòn           | 1961 – 1962 |
| 12 | Manuel Gamero Larrea               | 1962 – 1963 |
| 13 | Santiago Zapata Valle              | 1963 – 1964 |
| 14 | Vicente Rosell de Cárdenas         | 1964 – 1965 |
| 15 | Gustavo Iturri Urrutia             | 1964 – 1965 |
| 16 | Alberto Goicochea Iturri           | 1965 – 1966 |
| 17 | Cristian Acosta Acosta             | 1966 – 1967 |
| 18 | Luís Santa María Calderón          | 1967 – 1968 |
| 19 | Elías Iturri Urrutia               | 1968 – 1969 |
| 20 | Rafael Risco Boado                 | 1969 – 1970 |
| 21 | Oswaldo Chueca Salamaca            | 1971 – 1972 |
| 22 | George Clarke Cabada               | 1972 – 1973 |
| 23 | Dieter Korn Korn                   | 1973 – 1974 |
| 24 | Carlos Bickel Risco                | 1974 – 1975 |
| 25 | Víctor Urquiaga Parodi             | 1975 – 1976 |
| 26 | Carlos Puente Lefaure              | 1976 – 1977 |
| 27 | Fernando Neyra Bisso               | 1977 – 1978 |
| 28 | Hugo Casuso Alegría                | 1978 – 1979 |
| 29 | Julio Mario Encomenderos Gutiérrez | 1979 – 1980 |
| 30 | Benjamín Gayoso Gervasi            | 1980 – 1981 |
| 31 | Percy Fonseca Olortiga             | 1981 – 1982 |
| 32 | Gustavo Ferrer Villavicencio       | 1982 – 1983 |
| 33 | Franklin Loyer Hoyle               | 1983 – 1984 |
| 34 | Javier Moreno Acevedo              | 1984 – 1985 |
| 35 | Marcelo Del Campo Torero           | 1985 – 1986 |
| 36 | Roberto Grijalba Iturri            | 1986 – 1987 |
| 37 | Alfredo Vicuña Sánchez             | 1987 – 1998 |
| 38 | Fernando Valdivieso Casanova       | 1988 – 1989 |
| 39 | Alberto Goicochea Iturri           | 1989 – 1990 |
| 40 | Franklin Rojas Paredes             | 1990 – 1991 |
| 41 | Horacio Alva Pazos                 | 1991 – 1992 |
| 42 | Javier Caro Infantas               | 1992 – 1993 |
| 43 | Javier Moreno Acevedo              | 1993 – 1994 |
| 44 | Rómulo Reyes Navarrete             | 1994 – 1995 |
| 45 | Alberto Ganoza León                | 1995 – 1996 |
| 46 | Raúl Díaz Longobardi               | 1996 – 1997 |
| 47 | Alberto Ganoza León                | 1997 – 1998 |
| 48 | Raúl Bueno Torres                  | 1998 – 1999 |
| 49 | Carlos Seijas Cisneros             | 1999 – 2000 |
| 50 | Bernardo Alva Pérez                | 2000 – 2001 |
| 51 | Mario Caro Infantas                | 2001 – 2002 |
| 52 | Javier Colina Seminario            | 2002 – 2003 |
| 53 | Víctor Irribarren Colle            | 2003 – 2004 |
| 54 | Alfredo Deheza La Madrid           | 2004 – 2005 |
| 55 | Aarón Miranda Troncoso             | 2005 – 2006 |
| 56 | Aarón Miranda Troncoso             | 2006 – 2007 |
| 57 | Isaac Gamero Levy                  | 2007 – 2008 |
| 58 | Humberto Caro Infantas             | 2008 – 2009 |
| 59 | Alberto Ganoza León                | 2009 – 2010 |
| 60 | Miguel Ángel Araujo Guerrero       | 2010 – 2011 |
| 61 | Raúl Llirod Taberna                | 2011 – 2012 |
| 62 | Julio Mario Encomenderos Gutiérrez | 2012 – 2013 |
| 63 | Maruja Reyna de Alcázar            | 2013 – 2014 |
| 64 | Maruja Reyna de Alcázar            | 2014 – 2015 |
| 65 | Luis Yika García                   | 2015 – 2016 |
| 66 | Isabel Cerna Rodríguez             | 2016 – 2017 |
| 67 | Roberto Valdivia Terry             | 2017 – 2018 |
| 68 | Roberto Valdivia Terry             | 2018 – 2019 |
| 69 | Carlos Pajares Armas               | 2019 – 2020 |
| 70 | Humberto Elera Flores              | 2020 – 2022 |
| 71 | Jorge De La Rosa Gonzales-Otoya    | 2023 – 2024 |

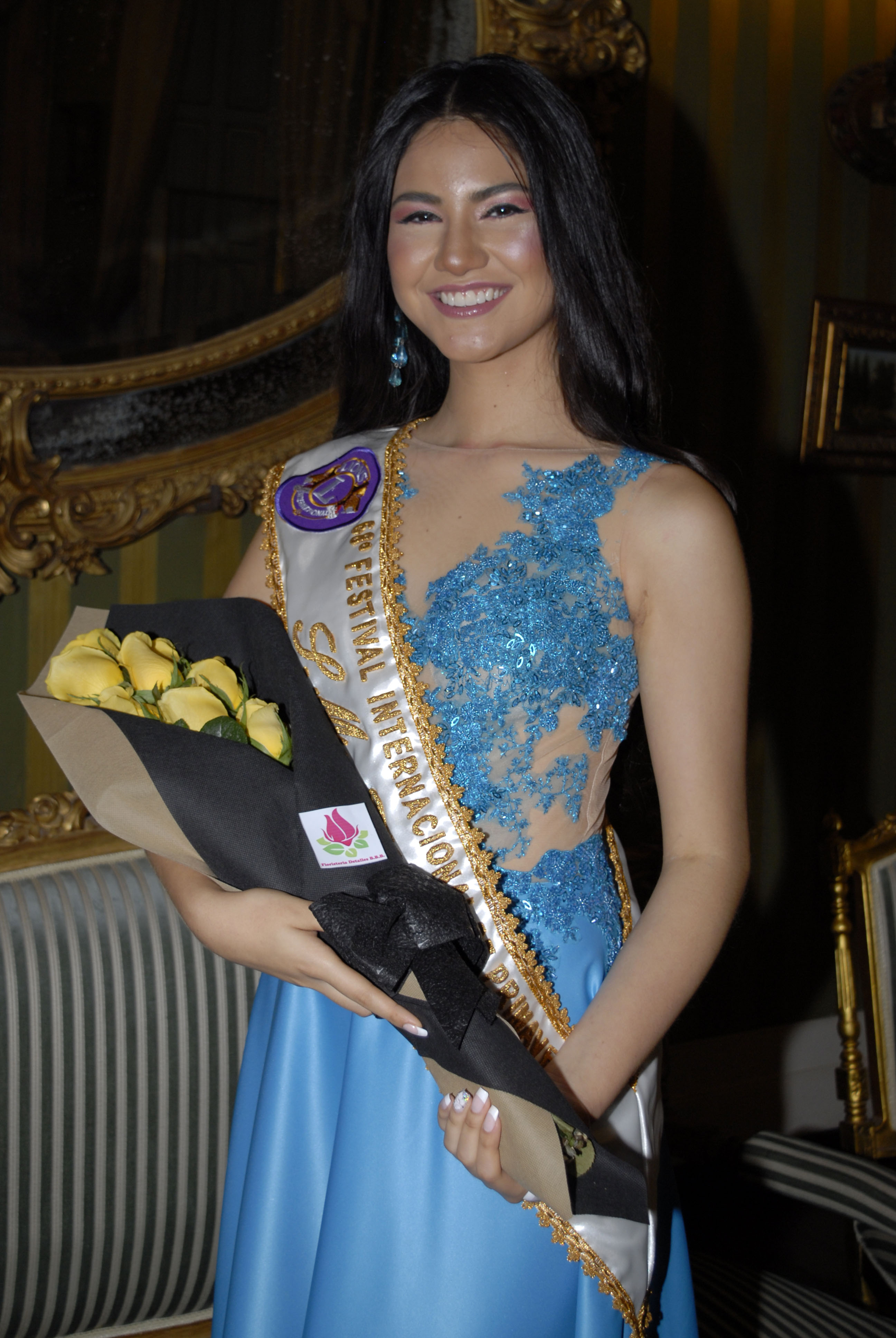
Karla Torres fue la soberana del 68 Festival Internacional de Primavera

REINAS DEL FESTIVAL INTERNACIONAL DE PRIMAVERA
| N° | Reina del festival                   | Año  |
| -- | ------------------------------------ | ---- |
| 1  | Gladys Barriga Bringas de Salkeld    | 1950 |
| 2  | Lucila Grijalba Yturri               | 1952 |
| 3  | Janeth Barriga Bringas               | 1954 |
| 4  | Teresa Pinillos Ganoza               | 1956 |
| 5  | Rocío de la Riva Rossi               | 1958 |
| 6  | Victoria Pinillos Monteverde         | 1959 |
| 7  | Cecilia Manucci Vega                 | 1961 |
| 8  | Daisi Ganoza Birrel                  | 1967 |
| 9  | María Antonieta De Orbegoso Alvarado | 1968 |
| 10 | Mónica Ponce de León                 | 1969 |
| 11 | Ana María Hoyle Montalva             | 1971 |
| 12 | Hortencia Rey Ganoza                 | 1973 |
| 13 | Yela Nestorovic Razzeto              | 1974 |
| 14 | Sarita Bickel Vargas                 | 1975 |
| 15 | Jeanete Sánchez Ferrer Barriga       | 1976 |
| 16 | Lía Iturri Cano                      | 1977 |
| 17 | Patricia Casuso Cubas                | 1981 |
| 18 | María del Carmen Ganoza Delfín       | 1983 |
| 20 | Ana Cecilia Morillas Abad            | 1988 |
| 21 | Catherine Deheza Vásquez             | 1999 |
| 22 | María Florencia de Orbegoso Piedr    | 1997 |
| 23 | Cristina Delgado Márquez             | 2006 |
| 24 | Nory Sheen Ganoza                    | 2007 |
| 25 | Jessica Silvana Córdova Jaúregui     | 2008 |
| 26 | Ximena Torres Aramburú               | 2009 |
| 27 | Estefani Mauricci Gil                | 2010 |
| 28 | Giuliana Caro Barnechea              | 2011 |
| 29 | Estrella Delgado Parker Vanini       | 2012 |
| 29 | Grecia Córdova Jáuregui              | 2013 |
| 30 | Ana Claudia Huamanchumo Bazán        | 2014 |
| 31 | Olenka Elera Olivari                 | 2015 |
| 32 | Carla Beatriz Vásquez Reyes          | 2016 |
| 33 | Mariana De Souza Santisteban         | 2017 |
| 34 | Karla Torres Romero                  | 2018 |
| 35 | Zlatnia Elera Olivari                | 2019 |
| 36 | Julia Elera Olivari                  | 2022 |
| 37 | Anabell Maza Escobal                 | 2023 |

## Ganadores de Concurso de Carros Alegóricos

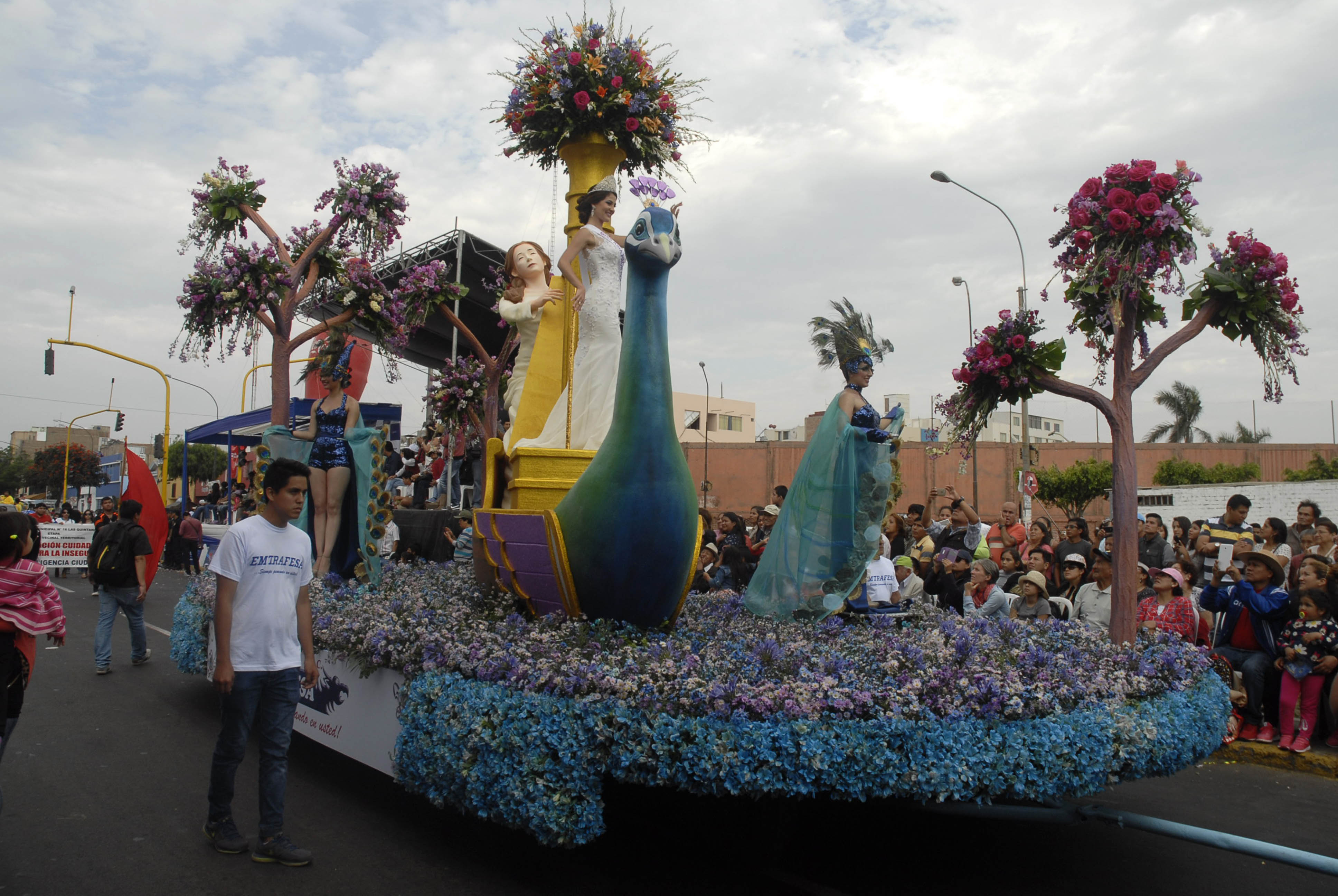
Emtrafesa se adjudicó el León de Oro en el 66° Festival Internacional de Primavera

Entre los ganadores del premio a decoración de carros alegóricos están:
| N° | León de Oro   | León de Plata                    | León de Bronce                        | Año  |
| -- | ------------- | -------------------------------- | ------------------------------------- | ---- |
| 1  | UCV           |                                  |                                       | 2009 |
| 2  | UCV           |                                  |                                       | 2010 |
| 3  | UCV           | EMTRAFESA                        | PLAZA VEA                             | 2011 |
| 4  | EMTRAFESA     | UCV                              | MUNICIPALIDAD DISTRITAL DE AGALLPAMPA | 2012 |
| 5  | EMTRAFESA     | UCV                              | PILSEN TRUJILLO                       | 2013 |
| 6  | EMTRAFESA     | PLAZA VEA                        | PILSEN TRUJILLO                       | 2014 |
| 7  | EMTRAFESA     | PLAZA VEA                        | PILSEN TRUJILLO                       | 2015 |
| 8  | EMTRAFESA     | CAJA TRUJILLO                    | UNIVERSIDAD SEÑOR DE SIPAN            | 2016 |
| 9  | CAJA AREQUIPA | GOBIERNO REGIONAL DE LA LIBERTAD | EMTRAFESA                             | 2017 |

### Multimedia
- Wikimedia Commons alberga una categoría multimedia sobre Festival Internacional de la Primavera de Trujillo.